# Phạm Thanh Phong
Phạm Thanh Phong (sinh năm 1959) là một đạo diễn, nhà văn, nhà biên kịch người Việt Nam. Ông nổi tiếng với vai trò đạo diễn qua nhiều bộ phim truyền hình như "Chuyện phố phường", "Đất và người", "Gió qua miền tối sáng",... Ông được phong tặng danh hiệu Nghệ sĩ ưu tú năm 2001, nghệ sĩ nhân dân năm 2016 và được trao tặng Giải thưởng nhà nước về văn học nghệ thuật năm 2022.

## Cuộc đời
Phạm Thanh Phong sinh ngày 30 tháng 9 năm 1959, sau khi tốt nghiệp khoa Văn trường Đại học Tổng hợp Hà Nội vào năm 1982, ông tiếp tục theo học lớp đạo diễn tu nghiệp khóa đầu tiên và tốt nghiệp vào năm 1986. Sau khi hoàn thành việc học, ông làm việc tại Hãng phim truyện Việt Nam một thời gian ngắn thì chuyển về làm tại Trung tâm Phim truyền hình Việt Nam. Năm 1990, khi vẫn còn công tác tại Hãng phim truyện Việt Nam, ông đã viết kịch bản cho bộ phim "Người không mang họ" chuyển thể từ tiểu thuyết cùng tên của nhà văn Xuân Đức. Đây là một trong những bộ phim gây ấn tượng mạnh cho khán giả truyền hình Việt Nam thời bấy giờ.
Năm 2008, ông tham gia đạo diễn "Những người độc thân vui vẻ", bộ phim sitcom đầu tiên của Đài Truyền hình Việt Nam. Năm 2011, ông cùng Nghệ sĩ ưu tú Đặng Tất Bình đã hợp tác đạo diễn bộ phim Huyền sử thiên đô nhân dịp Đại lễ 1000 năm Thăng Long – Hà Nội. Bộ phim xoay quanh sự kiện dời đô Đại Việt từ Hoa Lư về Đại La của Lý Thái Tổ. Đây là bộ phim ký sự đầu tiên của Việt Nam về Lý Công Uẩn.
Năm 2013, Phạm Thanh Phong tham gia đạo diễn bộ phim Người cộng sự cùng một đạo diễn người Nhật là Jun Moto. Đây là một bộ phim hợp tác Việt – Nhật làm về Phan Bội Châu. Năm 2017, ông xuất bản tập truyện ngắn "Trái tim đơn độc". Trong tác phẩm này bao gồm nhiều truyện ngắn đã được viết thành kịch bản, chuyển thể thành phim và đạt được thành công nhất định như "Đêm trăng suông", "Cỏ ngọt", "Điện thoại đồ chơi", "Nê-rô hiền dịu", "Tặng phẩm tình yêu", "Những con sói non"...
Năm 2015, ông được nhà nước Việt Nam phong tặng danh hiệu Nghệ sĩ Nhân dân. Cuối năm 2020, ông được đề nghị xét tặng Giải thưởng Nhà nước về Văn học Nghệ thuật với 4 tác phẩm: Dương tính (1998), Tìm chồng (1999), Mùa hè rớt (2008), Người cộng sự (2013). Năm 2022, ông được trao tặng Giải thưởng nhà nước về Văn học nghệ thuật với 2 tác phẩm: Dương tính và Mùa hè rớt.

## Tác phẩm

### Đạo diễn
| Năm                                            | Tên phim                                       | Biên kịch                                      | Ghi chú                                                                                             | Tập                                            | Kênh                                           | Nguồn                                          |
| Phát sóng trong chương trình Văn nghệ Chủ Nhật | Phát sóng trong chương trình Văn nghệ Chủ Nhật | Phát sóng trong chương trình Văn nghệ Chủ Nhật | Phát sóng trong chương trình Văn nghệ Chủ Nhật                                                      | Phát sóng trong chương trình Văn nghệ Chủ Nhật | Phát sóng trong chương trình Văn nghệ Chủ Nhật | Phát sóng trong chương trình Văn nghệ Chủ Nhật |
| ---------------------------------------------- | ---------------------------------------------- | ---------------------------------------------- | --------------------------------------------------------------------------------------------------- | ---------------------------------------------- | ---------------------------------------------- | ---------------------------------------------- |
| 1994                                           | Dòng sông cười                                 |                                                | |                                                |                                                | [ 15 ]                                         |
| 1995                                           | Mẹ Nết                                         | Có                                             | | 1                                              | VTV1                                           | [ 16 ]                                         |
| 1996                                           | Điện thoại đồ chơi                             | Có                                             | | 1                                              | VTV3                                           | [ 17 ]                                         |
| 1997                                           | Khoảnh khắc cuối cuộc đời                      |                                                | | 1                                              | VTV3                                           |                                                |
| 1998                                           | Dương tính                                     | Có                                             | Đồng biên kịch với Lê Tuấn Phong                                                                    | 1                                              | VTV3                                           | [ 18 ] [ 19 ]                                  |
| 1998                                           | Cửa hàng Lopa                                  | Có                                             | Đồng biên kịch với Lê Tuấn Phong                                                                    | 1                                              | VTV3                                           | [ 20 ]                                         |
| 1999                                           | Tìm chồng                                      | Có                                             | | 1                                              | VTV3                                           |                                                |
| 2007                                           | Gia đình thợ mỏ                                | Có                                             | | 15                                             | VTV3                                           | [ 21 ] [ 22 ]                                  |
| 2008                                           | Mùa hè rớt                                     | Có                                             | | 1                                              | VTV3                                           | [ 23 ]                                         |
| Phát sóng dịp Tết Nguyên Đán.                  |                                                |                                                | |                                                |                                                |                                                |
| 1999                                           | Lên giời                                       |                                                | Dựa trên truyện ngắn "Chí Phèo thành thị" của tác giả Nguyễn Xuyên Thái.                            | 1                                              | VTV3                                           | [ 24 ]                                         |
| 2003                                           | Tinh tướng                                     |                                                | Phát sóng trong chương trình Văn nghệ Chủ Nhật                                                      | 1                                              | VTV3                                           | [ 25 ] [ 26 ]                                  |
| 2004                                           | Cái dằm                                        |                                                | | 1                                              | VTV3                                           | [ 27 ] [ 28 ]                                  |
| 2005                                           | Nhà chật                                       |                                                | | 1                                              | VTV3                                           | [ 29 ]                                         |
| 2006                                           | Vệ sĩ                                          | Có                                             | | 1                                              | VTV3                                           | [ 30 ]                                         |
| 2014                                           | Lấy chồng trước tết                            | Có                                             | | 1                                              | VTV1                                           | [ 31 ] [ 32 ]                                  |
| Khác                                           |                                                |                                                | |                                                |                                                |                                                |
| 1994                                           | Cỏ ngọt                                        | Có                                             | Chuyển thể từ chuyện ngắn "Quà cưới" của chính Phạm Thanh Phong                                     | 1                                              | HanoiTV                                        |                                                |
| 1995                                           | Giá như yêu được một người                     | Có                                             | |                                                |                                                | [ 33 ] [ 34 ]                                  |
| 1998                                           | Gió qua miền tối sáng                          |                                                | Phim truyền hình đầu tiên của VTV được ghi hình đồng bộ                                             | 30                                             | VTV1                                           | [ 35 ]                                         |
| 1998                                           | Ghen                                           |                                                | Phỏng theo tác phẩm cùng tên của Khánh Hoài                                                         | 1                                              | VTV1                                           | [ 36 ] [ 37 ]                                  |
| 1998                                           | Khi người cha lâm nạn                          |                                                | | 2                                              | HanoiTV                                        |                                                |
| 1998                                           | Nhịp cầu hạnh phúc                             |                                                | Đồng đạo diễn với Nguyễn Hữu Phần                                                                   | 5                                              | VTV1                                           |                                                |
| 1999                                           | Chuyên án trở lại trần gian                    |                                                | Phát sóng trong chương trình Lần đầu tiên trên màn ảnh VTV3                                         | 3                                              | VTV3                                           |                                                |
| 2000                                           | Nụ cười người khác                             | Có                                             | Phát sóng trong chương trình Lần đầu tiên trên màn ảnh VTV3, Dựa theo truyện ngắn của Trần Văn Tuấn | 1                                              | VTV3                                           |                                                |
| 2001                                           | Chiều tàn thu muộn                             |                                                | Đồng đạo diễn với Vũ Trường Khoa                                                                    | 9                                              | VTV1                                           | [ 38 ]                                         |
| 2001                                           | Lời thề Hippocrat                              |                                                | | 10                                             | HanoiTV                                        |                                                |
| 2002                                           | Đất và người                                   |                                                | Dựa trên tiểu thuyết "Mảnh đất lắm người nhiều ma" của Nguyễn Khắc Tường                            | 24                                             | VTV1                                           | [ 39 ]                                         |
| 2002                                           | Bà nội bà ngoại                                |                                                | Phát sóng trong chương trình Điện ảnh chiều thứ bảy                                                 | 1                                              | VTV3                                           |                                                |
| 2004                                           | Chuyện phố phường                              | Có                                             | Đồng đạo diễn với Nguyễn Danh Dũng                                                                  | 22                                             | VTV1                                           | [ 40 ] [ 41 ]                                  |
| 2005                                           | Nắng trong mắt bão                             |                                                | | 15                                             | HanoiTV                                        | [ 42 ] [ 43 ]                                  |
| 2008                                           | Những người độc thân vui vẻ                    |                                                | Bộ phim sitcom đầu tiên của Đài Truyền hình Việt Nam                                                | 170                                            | VTV3                                           | [ 44 ] [ 45 ]                                  |
| 2009                                           | Cha dượng                                      |                                                | | 30                                             | HTV7                                           | [ 46 ] [ 47 ]                                  |
| 2010                                           | Huyền sử thiên đô                              |                                                | Sản xuất nhằm kỷ niệm 1000 năm Thăng Long – Hà Nội                                                  | 42                                             | HTV7                                           | [ 48 ]                                         |
| 2011                                           | Huyền sử thiên đô                              | VTV3                                           | Sản xuất nhằm kỷ niệm 1000 năm Thăng Long – Hà Nội                                                  | 42                                             | [ 49 ]                                         |                                                |
| 2013                                           | Người cộng sự                                  |                                                | Phát sóng song song trên VTV1 và đài TBS của Nhật Bản                                               | 1                                              | VTV1                                           | [ 50 ]                                         |

### Khác
| Năm  | Tên phim                        | Vai trò   | Ghi chú                                                 | Tập | Kênh    | Nguồn  |
| ---- | ------------------------------- | --------- | ------------------------------------------------------- | --- | ------- | ------ |
| 1990 | Người không mang họ             | Biên kịch | Chuyển thể từ tiểu thuyết cùng tên của nhà văn Xuân Đức |     |         | [ 51 ] |
| 1996 | Gió chuyển mùa                  | Biên kịch |                                                         | 1   | HanoiTV |        |
| 2001 | Bến quê                         | Biên kịch |                                                         | 1   | HanoiTV |        |
| 2009 | Chuyện thám tử                  | Biên kịch |                                                         | 6   | VTV1    |        |
| 2009 | Linh huyết                      | Biên kịch |                                                         |     |         |        |
| 2010 | Nhật ký viết đến ngày 8-3       | Biên kịch | Phát sóng trong chương trình Rubic 8                    | 2   | VTV3    |        |
| 2012 | Chân trời trắng                 | Biên kịch | Phát sóng trong chương trình Rubic 8                    | 38  | VTV3    | [ 52 ] |
| 2016 | Những ngọn nến trong đêm phần 2 | Biên tập  |                                                         | 36  | VTV3    | [ 53 ] |

## Giải thưởng và đề cử
Giải thưởng truyện ngắn: "Đêm trăng suông", "Nê rô hiền dịu"
| Năm  | Lễ trao giải                                                                   | Hạng mục                  | Tác phẩm           | Kết quả         | Nguồn         |
| ---- | ------------------------------------------------------------------------------ | ------------------------- | ------------------ | --------------- | ------------- |
| 1996 | Liên hoan phim Việt Nam lần thứ 11                                             | Phim truyện video         | Điện thoại đồ chơi | Bằng khen       | [ 17 ]        |
| 1996 | Liên hoan phim Việt Nam lần thứ 11                                             | Biên kịch xuất sắc nhất   | Điện thoại đồ chơi | Đoạt giải       |               |
| 1997 | Giải thưởng Hội điện ảnh Việt Nam                                              | Phim video                | Dương tính         | Giải A          |               |
| 1999 | Liên hoan phim truyền hình toàn quốc                                           | Phim truyền hình ngắn tập | Tìm chồng          | Huy chương vàng |               |
| 2003 | Giải Cánh diều 2002                                                            | Phim truyện truyền hình   | Đất và người       | Khuyến khích    | [ 54 ]        |
| 2005 | Giải Cánh diều 2004                                                            | Phim truyện truyền hình   | Chuyện phố phường  | Khuyến khích    | [ 55 ]        |
| 2008 | Giải Cánh diều 2007                                                            | Phim truyền hình ngắn tập | Mùa hè rớt         | Cánh diều vàng  | [ 56 ] [ 57 ] |
| 2008 | Liên hoan phim truyền hình toàn quốc lần thứ 27                                | Phim truyền hình ngắn tập | Mùa hè rớt         | Huy chương vàng | [ 58 ]        |
| 2009 | Cuộc thi Sáng tác kịch bản đề tài môi trường (của Bộ Tài nguyên và Môi trường) | Phim truyện               | Linh huyết         | Giải nhất       | [ 59 ] [ 60 ] |
| 2013 | Liên hoan phim Việt Nam lần thứ 18                                             | Phim truyện video         | Người cộng sự      | Bông sen vàng   | [ 61 ]        |